# 김형근 (봅슬레이 선수)
김형근(1999년 4월 7일 ~ )은 대한민국의 봅슬레이 선수이다. 